# Zhou Yun
Pour les articles homonymes, voir Zhou.
Dans ce nom chinois, le nom de famille, Zhou, précède le nom personnel.
Zhou Yun, née à Wenzhou (Chine) le 17 décembre 1978, est une actrice chinoise.

## Biographie
Zhou Yun naît dans une famille de marchands à Wenzhou, dans la province de Zhejiang, où elle est élevée par sa grand-mère. À l'âge de 15 ans, elle est élue Miss Wenzhou.
Elle append le métier d’actrice à l'Académie centrale d'art dramatique de Pékin où elle obtient son diplôme en 2000.
En 2000, elle apparaît pour la première fois au cinéma dans le film Love Season. Trois ans plus tard, elle tient le rôle d'un homme, celui du moine bouddhiste Jiang Wen, dans le film d'action Les Guerriers de l'empire céleste (Tian di ying xiong) avec en vedette l'acteur Jiang Wen qu'elle épousera et avec qui elle a eu deux fils.
Après avoir joué des rôles mineurs dans divers films et séries télévisées, Zhou Yun obtient son premier rôle principal dans la série en cinquante épisodes Golden Marriage 2 (2010), pour lequel elle est pressentie pour les prix Huading et Golden Eagle de la meilleure actrice et remporte le prix Asia Rainbow (en) de la meilleure actrice.

## Filmographie partielle

### Au cinéma
- 2000 : Love Season (恋爱季节) : Zhao Fang (non créditée)
- 2003 : Les Guerriers de l'empire céleste (Tian di ying xiong) : Jue Hui, le moine
- 2007 : Le soleil se lève aussi (Tai yang zhao chang sheng qi) : la mère folle
- 2009 : Bodyguards and Assassins (Shi yue wei cheng) : Ah Suen
- 2010 : Let the Bullets Fly (Rang zi dan fei ) : Flora
- 2014 : Gone with the Bullets (Yi bu zhi yao) : Wu Six
- 2015 : The Assassin (Nie yin niang) : Dame Tian

### À la télévision
- 2010 : Golden Marriage 2

## Distinctions
| Année | Film              | Prix ou récompense                                 | Résultat   | Notes |
| ----- | ----------------- | -------------------------------------------------- | ---------- | ----- |
| 2007  |                   | BQ Celebrity Score Award for Most Artistic Actress | Lauréat    |       |
| 2007  |                   | BQ Celebrity Score Award for Favorite Actress      | Nomination |       |
| 2007  |                   | BQ Celebrity Score Award for Sweet Couple          | Nomination |       |
| 2007  |                   | China Fashion Award for Most Potential Actress     | Lauréat    |       |
| 2009  |                   | BQ Celebrity Score Award for Favorite Actress      | Nomination |       |
| 2010  |                   | BQ Celebrity Score Award for Most Charming Actress | Lauréat    |       |
| 2010  |                   | Sohu Internet TV Festival - Most Charming Actress  | Nomination |       |
| 2011  | Golden Marriage 2 | 6e Huading Award for Best TV Actress               | Nomination |       |
| 2011  | Golden Marriage 2 | 6e Huading Award for Favorite Star                 | Nomination |       |
| 2011  | Golden Marriage 2 | Asia Rainbow TV Award for Best Actress             | Lauréat    |       |
| 2011  |                   | BQ Celebrity Score Award for Favorite Actress      | Nomination |       |
| 2011  |                   | China TV Audience Festival - Favorite Artist       | Nomination |       |
| 2012  | Golden Marriage 2 | Golden Eagle Awards de la meilleure actrice        | Nomination |       |